# Bely Plaschtschik
Bely Plaschtschik (russisch Белый плащик; deutsch „Weiße Robe“) ist ein Lied des russischen Pop-Duos t.A.T.u. aus dem Jahre 2007. Es erschien als erste Singleauskopplung aus ihrem dritten russischsprachigen Studioalbum Wesjolyje Ulybki, und wurde sowohl als Download als auch in limitierter Auflage als physische Maxi-Single vertrieben. Die englischsprachige Version White Robe erschien am 30. Oktober 2009.

## Vorgeschichte
Nachdem t.A.T.u. im Jahre 2005 mit All About Us ein weltweites Comeback gelungen war, hatte es das Duo erneut nicht geschafft sich als langfristig erfolgreiche Band auf dem westlichen Musikmarkt zu etablieren. Die nachfolgenden Singleauskopplungen hatten nur beschränkten Erfolg außerhalb Russlands und Osteuropas. Am 30. August 2006 war darüber hinaus in gegenseitigem Einvernehmen der Vertrag mit dem Plattenlabel Universal/Interscope aufgekündigt worden. Weitere Veröffentlichungen der Band erschienen zwar unter dem eigens vom t.A.T.u.-Management neu gegründeten Plattenlabel T.A. Music, allerdings gestaltete sich ein zweites erfolgreiches Comeback im Westen ohne ein großes, weltweit agierendes Plattenlabel zunehmend schwierig. Deshalb wurde das Hauptaugenmerk von vornherein auf den russischen Musikmarkt gelegt, und die Arbeiten an einem dritten russischsprachigen Album begannen. Die Aufnahme englischsprachiger Lieder, die bei Dangerous and Moving/Ljudi Inwalidy noch zeitgleich zu den russischsprachigen stattgefunden hatte, wurde vorerst zurückgestellt.

## Entstehung
Bely Plaschtschik basiert auf drei Gedichten von Maria Maksakowa, einem damals 16 Jahre alten t.A.T.u.-Fan aus St. Petersburg. Maksakowa ließ dem t.A.T.u.-Management diese zukommen, und dieses fasste die drei unabhängigen Gedichte zu einem zusammenhängenden Liedtext zusammen. Wanja Kilar komponierte eine passende Melodie, und Robert Orton war für die Abmischung verantwortlich.

## Musikvideo
Das Musikvideo zum Lied beginnt mit der kurzen Einblendung eines spärlich beleuchteten, leeren Korridors. In der folgenden Einstellung sieht man Jelena Katina, die ihrer Kleidung nach zu urteilen als Prostituierte arbeitet und auf dem Heimweg ist. In den folgenden Szenen wechseln sich Einstellungen Katinas und Wolkowas ab. Katina entledigt sich ihrer Kleidung, legt sich für kurze Zeit auf ihr Bett und legt dann eine schwarze Uniform an. Wolkowa wird zeitgleich in einer Gefängniszelle auf einer Pritsche liegend gezeigt, sie wäscht sich und erhält ihre Henkersmahlzeit. Dabei spuckt sie beim Putzen ihrer Zähne wütend gegen den Spiegel, wirft das Tablett mit ihrer letzten Mahlzeit vor der Hinrichtung auf den Boden und verhöhnt die Wärter. Katina fährt in einer schwarzen Limousine ins Gefängnis ein, das Tor wird von einer Gruppe Journalisten belagert. Wolkowa wird zeitgleich aus ihrer Zelle geführt, durch den zuvor gezeigten Korridor geleitet und an einen Pfahl gekettet, vor dem das Hinrichtungskommando unter Führung von Katina Stellung bezieht. Erst jetzt wird für den Zuschauer sichtbar, dass Wolkowa schwanger ist. Während auf einer erhöhten Zuschauertribüne mehrere Menschen ausgelassen feiern und die anstehende Erschießung heiter beobachten, lässt Katina anlegen und die Gefangene hinrichten. Nach dem Knall der abgefeuerten Gewehrkugeln endet die Musik und es ertönt eine Sirene, danach setzt auch ein läutendes Telefon ein. Katina wendet ihren Kopf in Richtung des Zuschauers, dann wird das Video abgeblendet.
Laut eigener Aussage beziehen Katina und Wolkowa mit dem Musikvideo zum Lied Stellung gegen Abtreibung. Der Liedtitel kann darüber hinaus als Anspielung auf das Doppelleben Katinas verstanden werden. Diese tritt im Video als Prostituierte ebenso auf wie als scheinbar anständige Kommandantin des Exekutionskommandos, das Wolkowa vermutlich für das gleiche Vergehen erschießt.
Das Musikvideo feierte am 29. November 2007 Premiere auf dem Musiksender MTV Russland. Eine unzensierte Version wurde später ebenfalls veröffentlicht, allerdings nie im Fernsehen ausgestrahlt. t.A.T.u.s Management veröffentlichte eine Empfehlung, das Musikvideo nur anzusehen, wenn man 14 Jahre oder älter sei. Der Videodreh fand am 6. und 7. Oktober 2007 in der Hyperion-Wiederaufbereitungsanlage, einem Gelände zur Müllverwertung in Los Angeles, statt. James Cox war der Regisseur, Billy Parks der Produzent und Joe Labisi der Kameramann. Dieses Team hatte bereits den Videodreh zu All About Us und Ljudi Inwalidy durchgeführt. Insgesamt waren 30 Personen am Videodreh beteiligt. Wolkowa war zum Zeitpunkt des Drehs im sechsten Monat schwanger, entschloss sich aber dennoch, den langen Flug von Moskau nach Los Angeles auf sich zu nehmen.

## Erfolg
Bely Plaschtschik erreichte Platz 15 der russischen Charts und hielt sich in diesen 19 Wochen lang. Die Single verfehlte jedoch den Charteinstieg in anderen Hitparaden außerhalb Russlands. Allerdings wurde das Musikvideo von verschiedenen russischen Musiksendern wie etwa MTV Russia, die auch über die Landesgrenzen hinaus empfangbar sind, sehr häufig gesendet. Bely Plaschtschik kam bei den MTV Russia Video Awards 2008 jedoch nicht über eine Nominierung in der Kategorie Best Video of the Year hinaus.
Erhältlich war das Lied als limitierte Maxi-Single unter dem Namen Hyperion-plate "Bely Plaschtschik" mit zusätzlicher DVD und als Download. Vertrieben wird diese physische Maxi-Single ausschließlich über den offiziellen t.A.T.u.-Internetshop.